# Billy Burke
Billy Burke, właśc. William Albert Burke (ur. 25 listopada 1966 w Bellingham) – amerykański aktor, scenarzysta i producent filmowy.

## Życiorys
Urodził się i wychowywał w Bellingham, w stanie Waszyngton. Mając dziewięć lat uczył się śpiewu, a w wieku piętnastu lat dołączył do zespołu muzycznego. Po studiach na wydziale dramatu na Western Washington University, występował w Annex Theater w Seattle, New City Festival i A.H.A. Theater.
Po raz pierwszy trafił na kinowy ekran w niezależnej komedii muzycznej fantasy Daredreamer (1990). Uznanie zdobył dzięki roli Joeya Cortino, „psychotycznego” starszego syna zwariowanego ojca chrzestnego Vincenza (Lloyd Bridges) w komedii kryminalnej Jimy’ego Abrahamsa Mafia! (1998).
Grał gościnnie w serialach: Paramount Pictures Star Trek: Stacja kosmiczna (Star Trek: Deep Space Nine), Fox Ich Pięcioro (Party of Five, 1994, 1996) i 24 godziny (24, 2002–2003).

## Filmografia

### Filmy
- 1998: Mafia! jako Joey Cortino
- 1998: Nie patrz w dół (Don't Look Down) jako Mark Engel
- 1998: Przed metą (Without Limits) jako Kenny Moore
- 2001: W sieci pająka (Along Came a Spider) jako agent Ben Devine
- 2003: Skrzyżowanie (Lost Junction) jako Jimmy McGee
- 2004: Płonąca pułapka (Ladder 49) jako Dennis Gaquin
- 2007: Słaby punkt (Fracture) jako Rob Nunally
- 2007: Smaki miłości (The Feast of Love) jako David Watson
- 2008: Zmierzch (Twilight) jako Charlie Swan
- 2008: Nieuchwytny (Untraceable) jako detektyw Eric Box
- 2009: Saga „Zmierzch”: Księżyc w nowiu (The Twilight Saga: New Moon) jako Charlie Swan
- 2010: Saga „Zmierzch”: Zaćmienie (The Twilight Saga: Eclipse) jako Charlie Swan
- 2011: Saga „Zmierzch”: Przed świtem – część 1 (The Twilight Saga: Breaking Dawn part 1) jako Charlie Swan
- 2011: Dziewczyna w czerwonej pelerynie (Red Riding Hood) jako Cesaire
- 2012: Saga „Zmierzch”: Przed świtem – część 2 (The Twilight Saga: Breaking Dawn part 2) jako Charlie Swan

### Seriale
- 1994: Ich pięcioro (Party of Five) jako chłopak w klubie
- 1994: Star Trek: Stacja kosmiczna (Star Trek: Deep Space Nine) jako Ari
- 1996: Ich pięcioro (Party of Five) jako Gil
- 2002–2003: 24 godziny (24) jako Gary Matheson
- 2003: Kochane kłopoty (Gilmore Girls) jako Alex Lesman
- 2004: Detektyw Monk (Monk) jako Brad Terry
- 2007: Prawo i porządek (Law & Order) jako sędzia Farmer
- 2008: Fringe jako Lucas Vogel
- 2009–2012: Podkomisarz Brenda Johnson (The Closer) jako Philipp Stroh, adwokat i morderca
- 2010–2012: Partnerki (Rizzoli & Isles) jako agent specjalny Gabriel Dean
- 2012–2014: Revolution jako Miles Matheson
- 2015–2017: Zoo jako Mitch Morgan
- 2015–2018: Mroczne zagadki Los Angeles (Major Crimes) jako Phillip Stroh
- 2016: Chicago PD jako Jake McCoy
- 2018: FBI jako Rowan Quinn
- 2020–: 9-1-1: Teksas jako Miles Matheson